# Chiesa di San Nicola (Siġġiewi)
La chiesa arcipretale di San Nicola di Bari (in maltese Knisja Arċipretali ta' San Nikola ta' Bari) è una chiesa parrocchiale arcipretale cattolica di Siġġiewi amministrata dalla parrocchia di Siġġiewi dell'arcidiocesi di Malta.
L'edificio è inserito nell'Inventario nazionale dei beni culturali delle isole maltesi (NICPMI) della Soprintendenza del patrimonio culturale.

## Storia
La chiesa fu costruita tra il 1675 e il 1693, sebbene i lavori all'interno siano proseguiti per diversi anni, su progetto dell'architetto Lorenzo Gafà per sostituire una precedente chiesa parrocchiale, realizzata probabilmente nel XV secolo dopo l'erezione della locale parrocchia.
Fu successivamente ampliata nel 1862 dall'architetto Nicholas Zammit.
Nel 2020 il dipinto del Calvario e il crocifisso, entrambi datati al XVIII secolo, sono stati restaurati dallo studio di Agatha Grima grazie al mecenatismo della Bank of Valletta.

## Descrizione

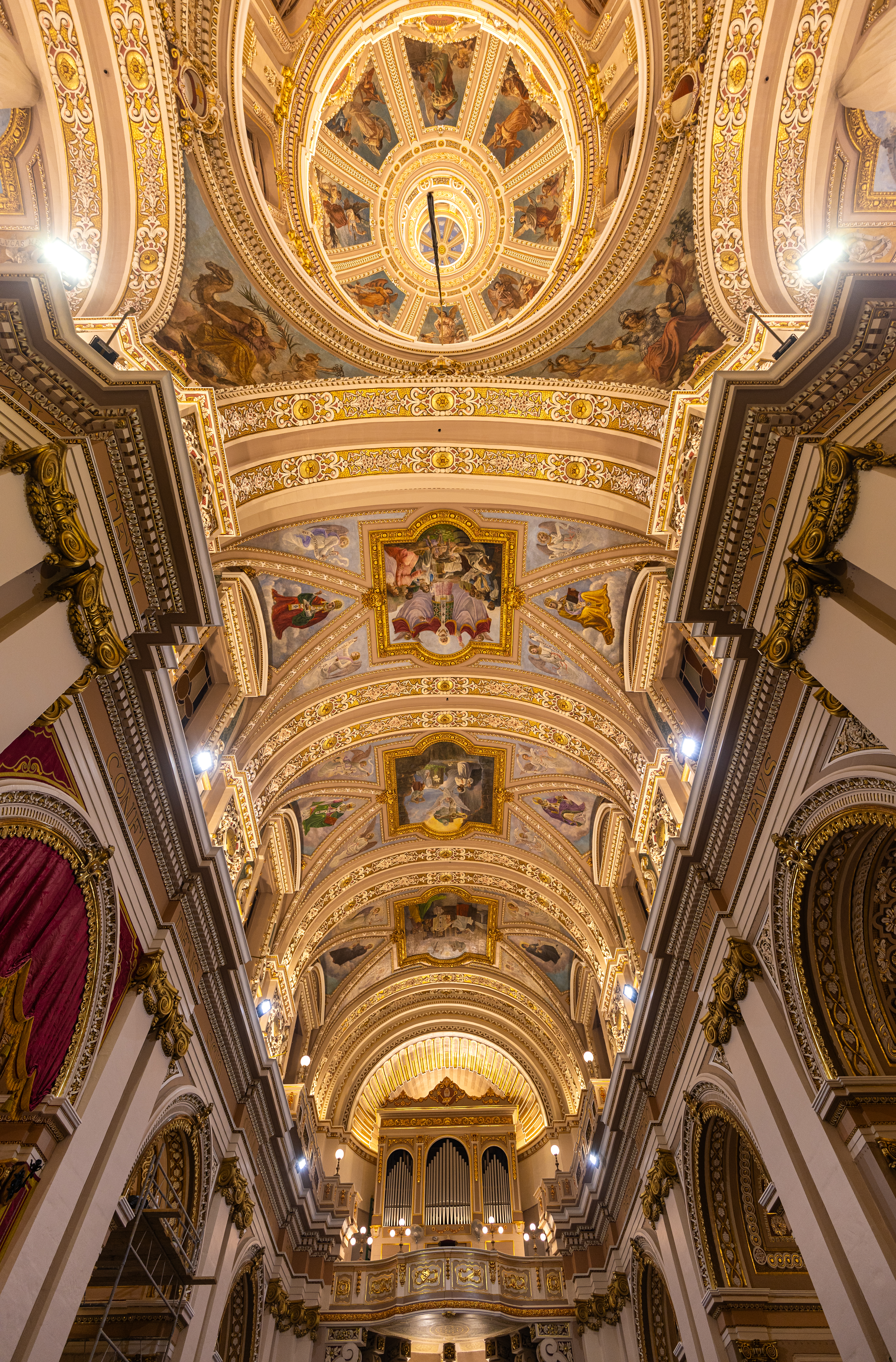
Il soffitto della navata centrale della chiesa di San Nicola.

L'edificio, in pieno stile barocco con influenze del barocco siciliano, presenta una pianta basilicale con esonartece; i due campanili sono posti agli angoli del transetto rivolti verso la facciata mentre la cupola sorge sulla crociera centrale. La facciata ha uno schema piramidale ed è sontuosamente decorata con statue e rilievi.
Gli interni sono decorati con numerosi affreschi, opera di svariati pittori tra cui: Mattia Preti, Michelangelo Marulli, Francesco Zahra, Erardi e Giuseppe Bonnici. Nel 1736 è stata realizzata dallo scultore Pietro Felici la statua lignea di san Nicola di Bari, che viene abitualmente trasportata in processione per le strade della città l'ultima domenica di giugno. Lo stesso Felici ha realizzato, pochi anni dopo, la statua del santo che adorna la vicina piazza San Nicola. Il crocifisso è stato realizzato da Giovanni Battista Vanelli e colorato, probabilmente, da Marulli.